# Чемпіонат світу з кросу 1995
Чемпіонат світу з кросу 1995 був проведений 25 березня в Даремі.
Місце кожної країни у командному заліку серед дорослих чоловічих команд визначалося сумою місць, які посіли перші шестеро спортсменів цієї країни. При визначенні місць дорослої жіночої та обох юніорських команд брались до уваги перші чотири результати відповідно.

## Чоловіки
| Першість | Золото | Золото                               | Срібло | Срібло                      | Бронза | Бронза                              |
| -------- | --- | ------------------------------------ | --- | --------------------------- | --- | ----------------------------------- |
| Особиста | Пол Тергат Кенія | 34.05                                | Ісмаель Кіруї Кенія | 34.13                       | Салех Гіссу Марокко | 34.14                               |
| Командна | КеніяПол Тергат Ісмаель Кіруї Джеймс Сонгок Саймон Чемоїйво Джуліус Ондієкі Вільям Кіптум Сімеон Роно Гідеон Чірчір Домінік Кіруї | 62 очки1 2 7 8 15 29 (30) (67) (142) | МароккоСалех Гіссу Брахім Лахлафі Еларбі Гаттабі Абделязіз Сахере Гамму Бутаєб Мустафа Бамух Абдеррахім Зітуна Ларбі Зеруаль | 1113 5 11 12 39 41 (76) DNF | ІспаніяМартін Фіс Хосе Мануель Гарсія Хосе Карлос Адан Антоніо Серрано Алехандро Гомес Антоніо Перес Хуліо Рей Бартоломе Серрано Абель Антон | 12010 13 18 19 28 32 (36) (48) (78) |

a  Регламент змагань не передбачав вручення медалі за підсумками командного заліку тим спортсменам, які не дістались фінішу.
| Першість | Золото                                                                                | Золото                  | Срібло                                                                                          | Срібло               | Бронза | Бронза                  |
| -------- | ------------------------------------------------------------------------------------- | ----------------------- | ----------------------------------------------------------------------------------------------- | -------------------- | --- | ----------------------- |
| Особиста | Ассефа Мезґебу Ефіопія                                                                | 24.12                   | Деджене Лідету Ефіопія                                                                          | 24.14                | Девід Челуле Кенія                                                                                            | 24.16                   |
| Командна | КеніяДевід Челуле Філіп Мосіма Гезрон Отворі Марк Бетт Семмі Кіпруто Крістофер Келонг | 23 очки3 5 7 8 (9) (10) | ЕфіопіяАссефа Мезґебу Деджене Лідету Абрехам Ціге Бонса Лема Мізан Мехарі Мохамед Аволь Ібрахім | 251 2 6 16 (23) (30) | МароккоМохамед ель Гаттаб Мохамед Амин Абдерахман Чмаїті Абделлах ель Марраф Абдеррахім Гумрі Ахмед Еззобайрі | 7215 17 19 21 (25) (38) |

## Жінки
| Першість | Золото                                                                                    | Золото                    | Срібло                                                                                  | Срібло               | Бронза                                                                                     | Бронза                  |
| -------- | ----------------------------------------------------------------------------------------- | ------------------------- | --------------------------------------------------------------------------------------- | -------------------- | ------------------------------------------------------------------------------------------ | ----------------------- |
| Особиста | Дерарту Тулу Ефіопія                                                                      | 20.21                     | Катеріна Мак-Кірнан Ірландія                                                            | 20.29                | Саллі Барсосіо Кенія                                                                       | 20.39                   |
| Командна | КеніяСаллі Барсосіо Маргарет Нгото Роуз Черуйот Кетрін Кіруї Геллен Кімайо Гелен Чепнгено | 26 очок3 4 8 11 (17) (27) | ЕфіопіяДерарту Тулу Гете Вамі Меріма Денбоба Аскале Береда Генет Гебрегеоргіс Гете Урге | 381 5 7 25 (26) (77) | РумуніяГабріела Сабо Тудоріта Чіду Елена Фідатов Юлія Негуре Крістіна Місарос Данієла Бран | 8410 22 23 29 (30) (85) |

| Першість | Золото                                                                                         | Золото                   | Срібло                                                                   | Срібло          | Бронза                                                                                  | Бронза                  |
| -------- | ---------------------------------------------------------------------------------------------- | ------------------------ | ------------------------------------------------------------------------ | --------------- | --------------------------------------------------------------------------------------- | ----------------------- |
| Особиста | Аннемарі Санделл Фінляндія                                                                     | 14.04                    | Гледіс Кейтані Кенія                                                     | 14.09           | Ненсі Кіпроно Кенія                                                                     | 14.17                   |
| Командна | КеніяГледіс Кейтані Ненсі Кіпроно Джоан Аябеї Елізабет Чептануї Памела Чепчумба Геллен Кімутаї | 18 очок2 3 4 9 (10) (14) | ЕфіопіяБірхан Даньє Алеміту Бекеле Їменашу Тає Аєлеч Ворку Текле Гетенеш | 315 7 8 11 (18) | ЯпоніяТакахасі Тіємі Сугавара Міва Ітікава Йосіко Тіба Масако Ітіхасі Арі Ігарасі Таеко | 5612 13 15 16 (21) (23) |

## Медальний залік
| Місце               | Країна              | Золото | Срібло | Бронза | Загалом |
| ------------------- | ------------------- | ------ | ------ | ------ | ------- |
| 1                   | Кенія               | 5      | 2      | 3      | 10      |
| 2                   | Ефіопія             | 2      | 4      | 0      | 6       |
| 3                   | Фінляндія           | 1      | 0      | 0      | 1       |
| 4                   | Марокко             | 0      | 1      | 2      | 3       |
| 5                   | Ірландія            | 0      | 1      | 0      | 1       |
| 6                   | Іспанія             | 0      | 0      | 1      | 1       |
| 6                   | Румунія             | 0      | 0      | 1      | 1       |
| 6                   | Японія              | 0      | 0      | 1      | 1       |
| Загалом (8 збірних) | Загалом (8 збірних) | 8      | 8      | 8      | 24      |

## Українці на чемпіонаті

### Чоловіки
| місце • 762 очки                         |       |
| Атлет                                    | Місце |
| ---------------------------------------- | ----- |
| Петро Сарафінюк Вінницька область        | 79    |
| Віктор Роговий Київ                      | 95    |
| Ігор Осьмак Київ                         | 126   |
| Олександр Кузін Дніпропетровська область | 139   |
| Андрій Гладишев Київська область         | 141   |
| Сергій Лебідь Дніпропетровська область   | 182   |

| місце • 328 очок                       |       |
| Атлет                                  | Місце |
| -------------------------------------- | ----- |
| Олександр Гулеш Донецька область       | 48    |
| Олексій Лопатюк Одеська область        | 73    |
| Олександр Мулін Київська область       | 87    |
| Валерій Чугаєвський Рівненська область | 120   |

### Жінки
| місце • 306 очок                     |       |
| Атлетка                              | Місце |
| ------------------------------------ | ----- |
| Тетяна Біловол Одеська область       | 53    |
| Тамара Коба Дніпропетровська область | 60    |
| Віра Рагуліна Запорізька область     | 93    |
| Ілона Барванова АР Крим              | 100   |

| без місця у командному заліку[b]            |       |
| Атлетка                                     | Місце |
| ------------------------------------------- | ----- |
| Оксана Іщук Тернопільська область           | 46    |
| Ірина Неделенко Донецька область            | 79    |
| Світлана Кемарська Дніпропетровська область | 80    |
| Тетяна Стукало Сумська область              | DNF   |